# Dan Kiviasi
Dan Kiviasi Asamba (* 23. Juni 1993) ist ein kenianischer Leichtathlet, der sich auf den Sprint spezialisiert hat. Mit der kenianischen 4-mal-100-Meter-Staffel wurde er 2022 in Port Louis Afrikameister.

## Sportliche Laufbahn
Erste internationale Erfahrungen sammelte Dan Kiviasi im Jahr 2017, als er bei der Sommer-Universiade in Taipeh mit 21,42 s in der ersten Runde im 100-Meter-Lauf ausschied. 2019 startete er im 200-Meter-Lauf bei den Afrikaspielen in Rabat und schied dort mit 21,02 s im Halbfinale aus. 2022 schied er bei den Afrikameisterschaften in Port Louis mit 10,63 s in der ersten Runde über 100 Meter aus und erreichte über 200 Meter das Halbfinale, in dem er mit 21,79 s ausschied. Zudem siegte er in 39,28 s gemeinsam mit Mike Mokamba, Samwel Imeta und Ferdinand Omanyala mit der kenianischen 4-mal-100-Meter-Staffel und stellte mit dieser Zeit einen kenianischen Landesrekord auf. Anschließend schied er bei den Commonwealth Games in Birmingham mit 20,99 s im Halbfinale über 200 Meter aus und kam mit der Staffel im Vorlauf nicht ins Ziel. 2024 kam er bei den Afrikaspielen in Accra mit 22,01 s nicht über die Vorrunde über 200 Meter hinaus und belegte mit der Staffel in 39,96 s den achten Platz. Im Juni schied er bei den Afrikameisterschaften in Douala mit 21,66 s im Vorlauf über 200 Meter aus.

## Persönliche Bestzeiten
- 100 Meter: 10,38 s (+0,8 m/s), 8. Juli 2023 in Nairobi
- 200 Meter: 20,71 s (+0,5 m/s), 22. Mai 2024 in Nairobi